# Chalcopyriet
Het ertsmineraal chalcopyriet of koperkies is een koper-ijzer-disulfide met verhoudingsformule CuFeS2, een verbinding van koper, ijzer en een zwavelbrug, de disulfide. Chalcopyriet is een van de meest voorkomende sulfiden, vooral in veel sulfidische ertsen. Het is ook een van de belangrijkste koper-ertsmineralen. De naam komt van het Oudgriekse χαλκός, chalkos, voor koper en van pyriet, naar de kleuren die chalcopyriet vaak vertoont. Chalcopyriet is opaak. De kleur van het mineraal is messinggeel, soms ook wat groenig. Als gevolg van oxidatie aan het oppervlak is vaak een grote verscheidenheid aan kleuren te zien. De streepkleur is groenig zwart. Het heeft een tetragonaal kristalstelsel met de ribben: a=52.5 nm, c=103.2nm en een slechte splijting. De structuur lijkt veel op die van zinkblende. Het heeft geen typelocatie.
De afbeelding toont een bijna kubisch chalcopyrietkristal bekleed met borniet in een bed van heldere kwartskristallen en glanzende pyrietkristallen. Het chalcopyrietkristal heeft een diameter van maximaal 1,5 cm.
|  |  |

## Websites
- Chalcopyrite Mineral Data
- Mindat.org. Chalcopyrite